# Hugo Reyne
Pour les articles homonymes, voir Reyne.
Hugo Reyne, né à Paris en 1961, est un flûtiste à bec, hautboïste et chef d'orchestre français. Il est le fondateur et directeur musical de La Simphonie du Marais.

## Biographie
Hugo Reyne commence très jeune l'apprentissage de la flûte et du hautbois. En 1984, il remporte le premier prix de musique de chambre du Concours International de Bruges. Dans les années 1980, Hugo Reyne a joué la flûte et le hautbois dans la plupart des ensembles baroques parisiens. Il a travaillé avec des chefs tels que Frans Brüggen, Philippe Herreweghe, Gustav Leonhardt ou Jordi Savall.
En 1987 il fonde son ensemble d'interprétation historique, La Simphonie du Marais et s'intéresse particulièrement à la musique baroque française. De 2003 à 2018, il est le directeur artistique du festival Musiques à la Chabotterie (Saint-Sulpice-le-Verdon). De 2013 à 2020 il est directeur artistique du festival baroque du pays du Mont Blanc, et de 2018 à 2020 du festival Marais Baroque à l’Hôtel de Sully (Paris IVe).[réf. nécessaire] En septembre 2020, après 33 ans de concerts et d’enregistrements, il met fin à l'activité de son ensemble La Simphonie du Marais et part vivre aux Sables d'Olonne où il s'occupe toujours aujourd'hui d'un festival, qui porte désormais son nom, et qui a lieu à la Pentecôte. En 2019, il crée son propre label discographique HugoVox[réf. nécessaire] et publie en 2023 un nouvel opus dédié aux ultimes sonates d'Alessandro Scarlatti.
Hugo Reyne consacre une grande partie de son temps à la recherche musicologique, ainsi qu'à l'édition de partitions anciennes, c'est aussi un collectionneur d'instruments anciens. Pour son travail sur le patrimoine musical français, il est récompensé en 1998 du titre de Chevalier de l’ordre des Arts et des Lettres et de celui d'officier en 2012.

## Discographie
- 1990 : Delalande, Symphonies pour les soupers du roi (Harmonia Mundi)
- 1990 : Haendel, Sonates pour flûte à bec (Harmonia Mundi)
- 1992 : Philidor, Musiques pour les fêtes et chasses royales (Fnac Music)
- 1994 : Francœur, Musiques pour les tables royales (Fnac Music)
- 1996 : Desmarest, La Diane de Fontainebleau (Astrée-Auvidis)
- 1997 : Gautier de Marseille, Symphonies (Astrée-Auvidis)
- 1999-2009 : 10 volumes dédiés à Lully (Universal)
- 2006 : Rameau, La Naissance d'Osiris (Musiques à la Chabotterie)
- 2007 : Rebel, Ulysse (Musiques à la Chabotterie)
- 2008 : Musiques au temps de Richelieu (Musiques à la Chabotterie)
- 2008 : Hanedel, 6 Concertos pour flûte (La Chabotterie)
- 2009 : Rameau, Concerts mis en simphonie, version orchestrée des pièces de clavecin (Musiques à la Chabotterie)
- 2009 : Viennoiseries musicales (Musiques à la Chabotterie)
- 2010 : Lully, Atys (Musiques à la Chabotterie)
- 2012 : Charpentier, Musiques pour les comédies de Molière (Musiques à la Chabotterie)
- 2012 : Rameau, Nais, opéra pour la paix (Musiques à la Chabotterie)
- 2013 : Vivaldi, 6 concertos pour flûte (Musiques à la Chabotterie)
- 2014 : Rameau, Les Indes galantes (Musiques à la Chabotterie)
- 2016 : Bach, Concertos brandebourgeois (Musiques à la Chabotterie)
- 2017 : Hotteterre le Romain, Flûte de la chambre du Roy, Préludes & Suites (Musiques à la Chabotterie)
- 2017 : Haendel, Water Music & Royal Fireworks (Musiques à la Chabotterie)
- 2018 : Couperin, Les Nations réunies & autres sonates (Musiques à la Chabotterie)
- 2019 : Telemann, Suite & concertos pour flûte et cordes (HugoVox)
- 2020 : Les Amours d’un Rossignol - musiques pour le flageolet français (HugoVox)